# Cincinnati Open 2017
Il Cincinnati Open 2017 (conosciuto anche come Western & Southern Open 2017 per motivi di sponsorizzazione) è stato un torneo di tennis giocato sul cemento. È stato la 116ª edizione del torneo maschile e l'86ª di quello femminile, che fa parte della categoria Masters 1000 nell'ambito dell'ATP World Tour 2017, e della categoria Premier 5 nell'ambito del WTA Tour 2017. Sia il torneo maschile che quello femminile si sono giocati al Lindner Family Tennis Center di Mason, vicino a Cincinnati in Ohio, negli USA, fra il 12 e il 20 agosto 2017.

## Partecipanti ATP

### Teste di serie
| Nazionalità | Giocatore             | Ranking* | Testa di serie |
| ----------- | --------------------- | -------- | -------------- |
| Spagna      | Rafael Nadal          | 2        | 1              |
| Svizzera    | Roger Federer         | 3        | 2              |
| Austria     | Dominic Thiem         | 7        | 3              |
| Germania    | Alexander Zverev      | 8        | 4              |
| Giappone    | Kei Nishikori         | 9        | 5              |
| Canada      | Milos Raonic          | 10       | 6              |
| Bulgaria    | Grigor Dimitrov       | 11       | 7              |
| Francia     | Jo-Wilfried Tsonga    | 12       | 8              |
| Belgio      | David Goffin          | 13       | 9              |
| Rep. Ceca   | Tomáš Berdych         | 14       | 10             |
| Spagna      | Pablo Carreño Busta   | 15       | 11             |
| Spagna      | Roberto Bautista Agut | 16       | 12             |
| Stati Uniti | Jack Sock             | 17       | 13             |
| Stati Uniti | John Isner            | 19       | 14             |
| Stati Uniti | Sam Querrey           | 20       | 15             |
| Lussemburgo | Gilles Müller         | 21       | 16             |

* Ranking al 7 agosto 2017.

### Altri partecipanti
I seguenti giocatori hanno ricevuto una wild card per il tabellone principale:
- Jared Donaldson
- Stefan Kozlov
- Tommy Paul
- Frances Tiafoe

I seguenti giocatori sono passati dalle qualificazioni:

- Aleksandr Dolhopolov
- Christopher Eubanks
- Mitchell Krueger
- Maximilian Marterer
- John-Patrick Smith
- João Sousa
- Michail Južnyj

I seguenti giocatori sono entrati in tabellone come lucky losers:
- Thomas Fabbiano
- Christian Harrison
- Ramkumar Ramanathan
- Janko Tipsarević

## Partecipanti WTA

### Teste di serie
| Nazionalità | Giocatrice           | Ranking* | Teste di serie |
| ----------- | -------------------- | -------- | -------------- |
| Rep. Ceca   | Karolína Plíšková    | 1        | 1              |
| Romania     | Simona Halep         | 2        | 2              |
| Germania    | Angelique Kerber     | 3        | 3              |
| Spagna      | Garbiñe Muguruza     | 4        | 4              |
| Ucraina     | Elina Svitolina      | 5        | 5              |
| Danimarca   | Caroline Wozniacki   | 6        | 6              |
| Regno Unito | Johanna Konta        | 7        | 7              |
| Russia      | Svetlana Kuznecova   | 8        | 8              |
| Stati Uniti | Venus Williams       | 9        | 9              |
| Polonia     | Agnieszka Radwańska  | 10       | 10             |
| Slovacchia  | Dominika Cibulková   | 11       | 11             |
| Lettonia    | Jeļena Ostapenko     | 12       | 12             |
| Francia     | Kristina Mladenovic  | 13       | 13             |
| Rep. Ceca   | Petra Kvitová        | 14       | 14             |
| Lettonia    | Anastasija Sevastova | 16       | 15             |
| Stati Uniti | Madison Keys         | 17       | 16             |

* Ranking al 7 agosto 2017.

### Altre partecipanti
Le seguenti giocatrici hanno ricevuto una wild card per il tabellone principale:
- Océane Dodin
- Marija Šarapova (ritirata)
- Sloane Stephens

Le seguenti giocatrici sono passate dalle qualificazioni:

- Françoise Abanda
- Ashleigh Barty
- Verónica Cepede Royg
- Camila Giorgi
- Beatriz Haddad Maia
- Aleksandra Krunić
- Varvara Lepchenko
- Magda Linette
- Mónica Puig
- Aljaksandra Sasnovič
- Taylor Townsend
- Donna Vekić

La seguente giocatrice è entrata in tabellone come lucky loser:
- Natal'ja Vichljanceva

## Campioni

### Singolare maschile
Grigor Dimitrov ha sconfitto in finale  Nick Kyrgios con il punteggio di 6–3, 7–5.
- È il settimo titolo in carriera per Dimitrov, terzo della stagione e primo Master 1000.

### Singolare femminile
Garbiñe Muguruza ha sconfitto in finale  Simona Halep con il punteggio di 6–1, 6–0.
- È il quinto titolo in carriera per Muguruza, secondo della stagione e primo Premier 5.

### Doppio maschile
Pierre-Hugues Herbert /  Nicolas Mahut hanno sconfitto in finale  Jamie Murray /  Bruno Soares con il punteggio di 7–6(6), 6–4.

### Doppio femminile
Latisha Chan /  Martina Hingis hanno sconfitto in finale  Hsieh Su-wei /  Monica Niculescu con il punteggio di 4–6, 6–4, [10–7].